# 19563 Brzezinska
19563 Brzezinska (1999 JB124) là một tiểu hành tinh vành đai chính được phát hiện ngày 14 tháng 5 năm 1999 bởi Nhóm nghiên cứu tiểu hành tinh gần Trái Đất phòng thí nghiệm Lincoln ở Socorro.